# Andrés Agustí
Andrés Agustí (Barcelona, 18 de julio de 1956 - Madrid, 2 de agosto de 2023) fue un cineasta y doctor en antropología audiovisual venezolano de origen catalán, conocido por la dirección de fotografía de películas como Macu, la Mujer del policía, Jericó o Bolívar, el hombre de las dificultades y la realización de emblemáticos documentales como Parque Central,  Tisure y Macadam.

## Biografía
Hijo de emigrantes españoles, llega a Venezuela con su familia a los 12 años, edad en la que empieza a  desempeñar oficios para sobrevivir y ayudar a su grupo familiar: asistente de mecánico, mensajero, etc.
En la década de 1970, conoce al poeta y crítico de cine Julio Miranda, quien lo estimuló a tomar clases de fotografía con el fotógrafo de teatro, Miguel Gracia. Empieza a tomar fotos para revistas, en rodajes de filmaciones como asistente de cámara en rodajes de bajo presupuesto y se queda con el grupo de cine independiente PPCA cine. A partir de 1972 se incorpora al cine a tiempo completo, primero como camarógrafo, después como director de fotografía, realizando la dirección de fotografía de varios largometrajes y cortometrajes venezolanos que obtuvieron varios premios de dirección de fotografía: Jericó, Desnudo con naranjas, Macu, la mujer del policía, Una vida y dos mandados, Orinoko, nuevo mundo, América, terra incógnita, entre otras.

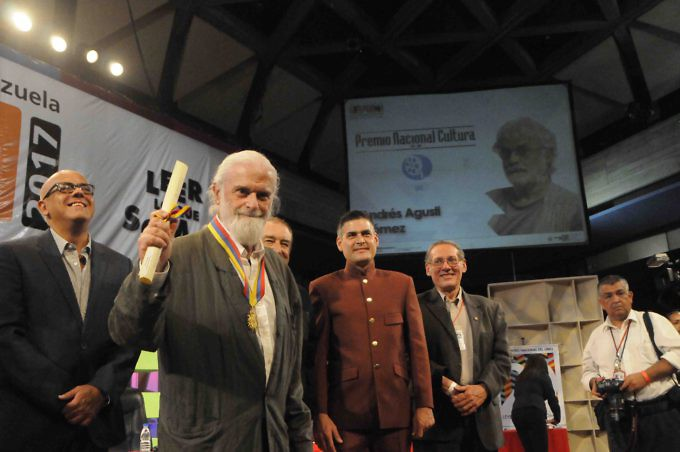
Andrés Agustí recibe el Premio Nacional de Cultura mención Cine en 2017

En el año 2003, se convierte en el fundador de la productora audiovisual Inventando América, asociación civil sin fines de lucro, dedicada a la producción de series de divulgación científica para la televisión y producción de documentales cinematográficos.
En 2017 obtiene el Premio Nacional de Cine.
Residió en Mérida hasta 2023, donde trabajó como profesor y cineasta con la dirección de documentales con un marcado carácter etnográfico como Macadam, Navidad natividad o Memorias del gesto. En 2023 cuando se muda con su familia a Madrid por motivos de salud.
El 2 de agosto de 2023 falleció en la ciudad de Madrid.

## Filmografía

### Como director de fotografía
- Fructuosamente, 2016
- Bolívar, el hombre de las dificultades, 2013
- Macadam, 2006
- Los rostros del almirante, 2000
- Una vida y dos mandados, 1997
- Desnudo con naranjas, 1994
- Santera, 1994
- Parque central (corto documental), 1992
- Jericó, 1991
- Amérika, terra incógnita, 1988
- Macu, la mujer del policía, 1987
- Cubagua, 1987
- Maria Lionza la dea urbana, 1986
- Tisure (Corto documental), 1986
- Orinoko, nuevo mundo, 1984
- El mar del tiempo perdido,  1980
- Rodin mis en vie (Corto), 1976

### Como director
- Música de semáforos, 2017
- Fructuosamente, 2016
- Pista de entrenamiento, 2011
- Memorias del gesto, 2011
- Macadam, 2006
- La porfía de Santa Inés, 2006
- Navidad natividad, 2005
- Los rostros del almirante, 2002
- Noticorta, 1996
- Parque Central, 1992
- Tisure, 1986
- Struthio Mobildotone, 1980
- Santana, 1974

### Como guionista
- Fructuosamente, 2016
- Los rostros del almirante, 2002
- Parque Central, 1992
- Tisure, 1986